# Level Up (película)
Level Up es un telefilme producido por Cartoon Network lanzado en Estados Unidos en 2011, y estrenado más de un año después en Hispanoamérica, el  4 de noviembre de 2012 por Cartoon Network Latinoamérica.

## Sinopsis
La película sigue la vida de Wyatt, Lyle y Dante, tres amigos que juegan al videojuego ficticio en línea Maldark: Conquistador de Mundos. Sin embargo, abren accidentalmente un portal entre la realidad y el mundo virtual y su misión consistirá en devolver al videojuego a todas las criaturas fantásticas dirigidas por Maldark.

## Reparto
- Gaelan Connell es Wyatt Black.
- Connor Del Rio es Dante Ontero.
- Jessie Usher es Lyle.
- Aimee Carrero es Angie.
- George Faughnan es Maldark.
- Onira Tares es Tia.
- Ron Clinton Smith es Entrenador Hawkins.
- Matt Felten es Bard.
- Eric André es Max Ross.
- Autumn Dial es chica (no acreditada).